# Festival Records
Festival Records (més tard conegut com a Festival Mushroom Records) va ser una companyia discogràfica australiana. Fou fundada a Sydney el 1952 i va funcionar fins al 2005. Durant els seus més de cinquanta anys de vida, aquesta discogràfica tingué força èxit, amb artistes com Johnny O'Keefe and the Dee Jays, Col Joye and the Joy Boys, Dig Richards, The Delltones, Warren Williams, Billy Thorpe, Ray Brown & The Whispers, Tony Worsley & The Fabulous Blue Jays, Jimmy Little, Noelene Batley, Mike Furber, The Dave Miller Set, Johnny Young, Jamie Redfern, Wild Cherries and Jeff St John, Janet Mead i principalment, Bananarama, Olivia Newton-John i els Bee Gees.